# Bractwo Rosyjskiej Prawdy

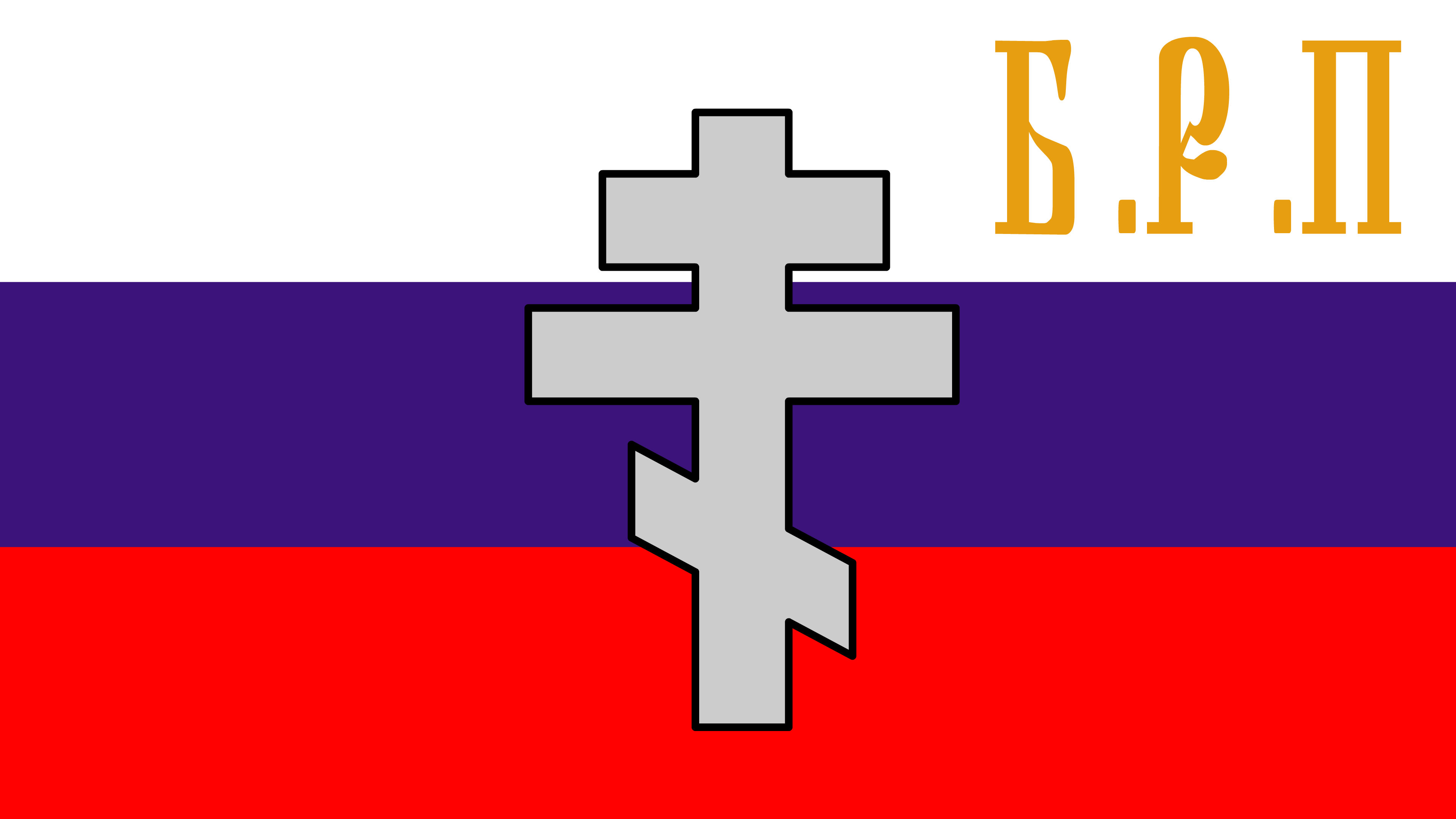
Flaga Bractwa Rosyjskiej Prawdy

Bractwo Rosyjskiej Prawdy (ros. Братство Русской Правды) – emigracyjna rosyjska organizacja antysowiecka o charakterze monarchistycznym działająca w latach 20. i pocz. lat 30. XX wieku.
Inicjatorem utworzenia organizacji w 1921 lub 1922 r. prawdopodobnie w Berlinie był poeta i adwokat Siergiej A. Sokołow, który przyjął pseudonim "Brat 1". Wśród założycieli był pisarz Aleksandr W. Amfitieatrow oraz przebywający na emigracji biskup prawosławny Hermogen (Maksimow). Organizację poparli przedstawiciele carskiej generalicji i arystokracji, jak legendarny ataman Kozaków dońskich gen. Piotr N. Krasnow, b. głównodowodzący wojsk białych gen. Piotr N. Wrangel, gen. gen. Dmitrij L. Chorwat, czy książę Anatolij P. Liwen. Swoje oficjalne błogosławieństwo przekazał metropolita Antoni (Chrapowicki), stojący na czele Rosyjskiej Cerkwi Zagranicznej. Użycie w nazwie terminu "Rosyjska Prawda" nawiązywało do zbioru prawa Rusi Kijowskiej, skodyfikowanego za czasów wielkiego księcia Jarosława I Mądrego. Głównym celem organizacji było doprowadzenie do zbrojnego obalenia w Rosji władzy bolszewickiej oraz przywrócenia monarchii i prawosławia. Początkowo wspierano działania partyzanckie przeciw bolszewikom na Białorusi. Następnie zdołano utworzyć konspiracyjną sieć na terytorium ZSRR (głównie na obszarach Białorusi i Ukrainy, Kaukazu i Dalekiego Wschodu), dokąd przerzucano nielegalnie wysłanników. Jednym z przejawów ich działalności były terrorystyczne akty wymierzone w symbole i przedstawicieli władzy bolszewickiej (np. zamierzano w 1930 r. wysadzić w powietrze mauzoleum Lenina). Do września 1932 r. jednym z przywódców Bractwa był baron A.N. Kolberg ps. "брат Верный", faktycznie agent OGPU, który w dużym stopniu paraliżował działalność organizacji, przekazując Sowietom dane działaczy przerzucanych do ZSRR. Bractwo współpracowało blisko z Rosyjskim Związkiem Ogólnowojskowym (ROWS) i Narodowym Związkiem Pracujących (NTS). Organem prasowym było pismo "Русская правда", redagowane przez S. A. Sokołowa. Działalność Bractwa zamarła w 1933 r.